# Assertividade
Assertividade é a habilidade social de fazer afirmação dos próprios direitos e expressar pensamentos, sentimentos e crenças de maneira direta, clara, honesta e apropriada ao contexto, de modo a não violar o direito das outras pessoas. A postura assertiva é uma virtude, pois se mantém no justo meio-termo entre dois extremos inadequados, um por excesso (agressão), outro por falta (submissão). Ser assertivo é dizer "sim" e "não" quando for preciso.

## Significado literal na língua portuguesa
É a qualidade de algo ou alguém de fazer uma afirmação enfática sobre algo, e por ser uma afirmação, não significa que esteja correta ou errada, apenas que é defendida fortemente por uma pessoa.

## Questãocomportamental
Pessoas com comportamento mais assertivo sentem menos ansiedade, tem maior grau de internalidade segundo o critério de locus de controle de Levenson e melhor auto-estima. Conviver com pessoas assertivas também aumenta a auto-estima e diminui a agressividade.
Parte da terapia analítico-comportamental para melhorar as habilidades sociais e diminuir a agressividade dos pacientes envolve um treino de assertividade. Segundo um estudo, para esse treinamento a técnica mais eficaz foi praticar esse comportamento assertivo em consultório com o terapeuta modelando esse comportamentos de acordo com a terapia racional, uma técnica da terapia cognitivo-comportamental. Porém esse treino está sendo usado e pesquisado como uma forma de lidar com a agressividade enquanto o treinamento de emitir comportamentos de amor e carinho assertivamente está sendo negligenciado.
É uma habilidade valorizada no meio profissional sendo ocasionalmente testada em processos de seleção e treinamento. Pode ser avaliada usando a Escala de Assertividade Rathus.

## Exemplo de situação
Um treino de assertividade eficaz possível é o de pedir ao paciente para planejar reações assertivas a situações nas quais ele tem dificuldade de reagir e emparelhá-las com o reforço positivo posterior. Por exemplo:
Paciente: -Ontem assim que cheguei do trabalho minha esposa como sempre começou a reclamar do trabalho dela, eu deixei ela falando sozinha e ela ficou furiosa comigo. Nem falou comigo hoje.
Terapeuta: -Você concorda que essa briga poderia ter sido evitada? Você consegue pensar em algo que você poderia ter feito para evitar essa briga?
Paciente: -Eu não quero ouvir reclamações quando chego cansado e estressado em casa!
Terapeuta: -E por que você não fala isso a ela, que está cansado e estressado e que não é a hora adequada para ela falar sobre isso? Como você acha que ela responderia?
Paciente: -É. Teria sido menos pior.

## Distorção de sentido
A divulgação do significado corporativo entre a população leiga (fora da cultura corporativa) resultou em diferentes distorções deste sentido.